# مورگان آمالفیتانو
مورگان آمالفیتانو (انگلیسی: Morgan Amalfitano؛ زادهٔ ۲۰ مارس ۱۹۸۵) بازیکن فوتبال اهل فرانسه است.
از باشگاه‌هایی که در آن بازی کرده‌است می‌توان به وست برومویچ آلبیون، المپیک مارسی، سدان، باشگاه فوتبال لوریان، وستهام یونایتد و لیل اشاره کرد.
وی همچنین در تیم ملی فوتبال فرانسه بازی کرده‌است.